# Simon Stephens
Simon Stephens, född 6 februari 1971 i Stockport söder om Manchester, är en engelsk dramatiker.

## Biografi
Simon Stephens har en examen i historia från University of York. Under 12 år spelade han bas och sjöng i det skotska rockbandet Country Teasers. Som dramatiker debuterade han 1997 på Edinburgh Festival Fringe med Bring Me Sunshine. Året därpå blev hans Bluebird en framgång på Royal Court Theatres Young Writers Festival i London och år 2000 blev han teaterns writer in residence (husdramatiker) där han sedan handledde unga dramatiker i fem år. Under denna tid ledde han ett dramaprojekt för fängelseinterner, vilket ledde till pjäsen Country Music 2004. 2005 blev han husdramatiker på Royal National Theatre, sedan 2009 är han Artistic Associate på Lyric Theatre i Hammersmith, London. Flera av hans pjäser har haft premiär i Tyskland och Nederländerna; Pornography hade urpremiär på Deutsches Schauspielhausi Hamburg 2007 liksom Carmen Disruption 2013, 2011 hade Three Kingdoms urpremiär på Münchner Kammerspiele och 2010 The Trial of Ubu på Toneelgroep Amsterdam.  Stephens har tilldelats Laurence Olivier Award för bästa nya drama två gånger; 2006 för On the Shore of The Wide World och 2013 för The Curious Incident of the Dog in the Night-Time.
Hans dramatik räknas till den riktning som i Storbritannien sedan 1990-talet går under namnet in-yer-face-theatre med portalnamn som Sarah Kane och Mark Ravenhill. Hans stil kan beskrivas som poetisk realism och han förenar svartsyn med varm humanism. I lågmäld ton och med lyrisk precision skildrar han en värld av hopp lika väl som brutalitet och förtvivlan.

## Uppsättningar i Sverige
- 2003 Hägrar (Heron), Dramaten, översättning Magnus Hedlund, regi Benjamin Walther, med bl.a. Torkel Petersson
- 2006 Bort från Stockport, Göteborgs stadsteater, översättning Klas Östergren, regi Olof Lindqvist
- 2007 Motortown, Östgötateatern, översättning Stefan Lindberg, regi Tereza Andersson
- 2007 På stranden av världen (On the Shore of the Wide World), Göteborgs stadsteater, översättning Stefan Lindberg, regi Ronnie Hallgren, med bl.a. Eric Ericson
- 2009 Harper (Harper Regan), Stockholms stadsteater / Teater Galeasen, översättning Stefan Lindberg, regi Olof Hanson, med bl.a. Ingela Olsson, Leif Andrée och Lena B. Eriksson
- 2009 Harper Regan, Göteborgs stadsteater, översättning Stefan Lindberg, regi Anette Norberg, med bl.a. Anna Takanen och Eric Ericson
- 2011 Pornografi (Pornography), Teaterhögskolan vid Göteborgs universitet, översättning Lars Ahlström, regi Moqi Simon Trolin, med bl.a. Bianca Kronlöf
- 2013 Bluebird, Östgötateatern, översättning Leif Janzon, regi Tereza Andersson
- 2014 Den besynnerliga händelsen med hunden mitt i natten (Curious Incident of the Dog in the Night-Time), Örebro länsteater, översättning Ulf Peter Hallberg, regi Sara Giese
- 2015 Den besynnerliga händelsen med hunden mitt i natten, Teater Sagohuset, Lund / Helsingborgs stadsteater, översättning Ulf Peter Hallberg, regi Moqi Simon Trolin, med bl.a. Michalis Koutsogiannakis
- 2015 Den besynnerliga händelsen med hunden mitt i natten, Stockholms stadsteater, översättning Ulf Peter Hallberg, regi Kjersti Horn, med bl.a. Jakob Eklund, Gunilla Röör och Helena af Sandeberg